# Omonville-la-Rogue
Omonville-la-Rogue is een plaats en voormalige gemeente in het Franse departement Manche in de regio Normandië. De plaats maakt deel uit van het arrondissement Cherbourg.

## Geschiedenis
De haven van Le Hâble is een natuurlijke, diepe haven die al gebruikt werd in de oudheid. Twee Romeinse wegen liepen van deze haven naar Valognes en Portbail. Later werden er nog een pier en een fort gebouwd om de haven te beschermen.
Toen het kanton Beaumont-Hague op 22 maart 2015 werd opgeheven gingen de gemeenten op in het op die dag opgerichte kanton La Hague, dat verder alleen Querqueville omvatte. Op 1 januari 2017 fuseerden de gemeenten van het voormalige kanton tot de huidige commune nouvelle La Hague.

## Geografie
De oppervlakte van Omonville-la-Rogue bedraagt 4,3 km², de bevolkingsdichtheid is 120,9 inwoners per km².
De onderstaande kaart toont de ligging van Omonville-la-Rogue met de belangrijkste infrastructuur en aangrenzende gemeenten.

## Demografie
Onderstaande figuur toont het verloop van het inwonertal (bron: INSEE-tellingen).

Acqueville · Auderville · Beaumont-Hague · Biville · Branville-Hague · Digulleville · Éculleville · Flottemanville-Hague · Gréville-Hague · Herqueville · Jobourg · Landemer · Nacqueville · Omonville-la-Petite · Omonville-la-Rogue · Sainte-Croix-Hague · Saint-Germain-des-Vaux · Tonneville · Urville-Hague · Vasteville · Vauville